# Rifugio Yapeyú
Il rifugio Yapeyú (in spagnolo Refugio Yapeyú) è un rifugio antartico temporaneo argentino nei pressi della base San Martín.
Localizzato ad una latitudine di 68° 05′ sud e ad una longitudine di 66°41′ ovest, venne costruito nel 1956 come punto di appoggio logistico ed è attualmente abbandonato.